# Anna Paleòloga
Anna Paleòloga, en grec medieval Ἅννα Παλαιολογίνα, va ser una princesa i reina consort (basilissa) del Despotat de l'Epir.
Era filla del coemperador romà d'Orient Miquel IX Paleòleg i de la seva esposa Rita d'Armènia. Cap al 1304, la regent de l'Epir, Anna Paleòloga Cantacuzena, buscava una esposa per al seu fill Tomàs I Àngel. El matrimoni va tenir lloc finalment circa el 1307. Quan Tomàs va ser assassinat pel seu nebot, Nicolau I Orsini, el 1318, aquest va prendre Anna com a esposa. Va morir el 1320.